# Kalte Sonne
Kalte Sonne è il primo album del gruppo musicale tedesco Zeraphine, pubblicato nel 2002 da Phonyx Records e Drakkar entertainment, il quale i testi sono in tedesco.

## Tracce
1. Flieh mit mir (Fuggi da me)
2. Die Wirklichkeit (La Realtà)
3. Unter eis (Sotto-ghiaccio)
4. Sterne sehen (Stella vista)
5. In der Tiefe (Nell'Abisso)
6. Kannst du Verzeihen (Puoi perdonare)
7. Siehst du mich (Mi vedi)
8. Siamesische Einsamkeit (Solitudine siamese)
9. Lass mich gehen (Lasciami andare)
10. Ohne dich (Senza te)
11. Licht (Luce)
12. Deine Welt (Il tuo Mondo)

## Formazione
- Sven Friedrich - voce
- Norman Selbig - chitarra
- Manuel Senger - chitarra
- Michael Nepp - basso
- Marcellus Puhlemann - batteria